# Византијско-арапски ратови
Византијско-арапски ратови вођени су између Византије и низа муслиманских арапских држава. Са прекидима су трајали од 629. до 1180. године. Отпочели су за време муслиманских освајања, када су рашидунски и омајадски калифи освојили дотадашње византијске поседе на Блиском истоку и у Северној Африци (седми век). Фаза сталних византијских пораза завршена је 718. године након неуспешне арапске опсаде Цариграда. Потом су муслимани поражени и од Франачког царства у бици код Поатјеа. У 9. и 10. веку Византија губи територије у Јужној Италији и Сицилији у сукобу са Абасидским калифатом. За време владавине Македонске династије, Византија ће постепено потискивати Арапе на исток и враћати територије у Малој Азији. Овај процес је окончан у 11. веку најездом Турака Селџука која је натерала Византију да тражи помоћ од папе Урбана и западних земаља. То ће довести до почетка ере крсташких ратова у коме Византија не игра битнију улогу.
Византијско-арапски сукоби:
Освајање Сирије и Египта
- 629. година – Битка код Мутаха[5][6][7]
- 630. година – Битка код Табука[8][9]
- 634. година – Битка код Датина
- 634. година – Битка код Фираза
- 634. година – Битка код Босре
- 634. година – Опсада Дамаска
- 636. година – Битка на Јармуку[10][11]
- 637. година – Опсада Јерусалима
- 637. година – Опсада Алепа
- 637. година – Битка на железном мосту
- 640. година – Битка код Хелиополиса
- 641. година – Опсада Александрије
- 642. година – Пад Александрије

Муслиманско освајање Магреба
- Битка код Суфетула
- Битка код Вескера
- Битка код Картагине

Инвазија на Анатолију и напад на Цариград
- Битка код Караманмараша
- Прва арапска опсада Цариграда
- Битка код Севастополиса
- Опсада Тијане
- Друга арапска опсада Цариграда
- Опсада Никеје
- Битка код Акроинона

Гранични сукоби
- Опсада Камаче
- Битка код Копиднадоса
- Битка код Красоса
- Битка код Анзена
- Пљачка Амориона
- Битка код Мауропотама
- Битка код Лалакаона

Сицилија и Јужна Италија
- Опсада Сиракузе (827—828)
- Опсада Сиракузе (877—878)
- Ратови Ђорђа Манијака

Поморске битке
- Битка јарбола
- Битка код Тасоса
- Пљачка Дамијете
- Пљачка Солуна (904)

Византијска реконкиста
- Битка код Мараша
- Битка код Рабана
- Битка код Андрасоса
- Битка на Оронту
- Битка код Азаза (1030)

Остали сукоби
- Устанак у Тиру